# لامونتي أولمر
لامونتي أولمر (بالإنجليزية: LaMonte Ulmer)‏ مواليد 17 سبتمبر 1986 في نيو هيفن، هو لاعب كرة سلة أمريكي. بدأ مسيرته الاحترافية في سنة 2010. يلعب في الدوري الألماني لكرة السلة. يحمل الرقم 15. يبلغ طوله 6 قدم 6 بوصة (2.0 م).

## المسيرة الاحترافية
لعب مع مين ريد كلوز في موسم 2010–2011، ثم لعب مع نادي تامبيرين بيرينتو لكرة السلة في موسم 2012–2013، ثم لعب مع نادي بيتيشت لكرة السلة في موسم 2013–2014.

## روابط خارجية
- لامونتي أولمر على موقع كرة السلة الأوروبية.كوم (الإنجليزية)
- لامونتي أولمر على موقع كلية كرة السلة في سبورتس رفرنس.كوم (الإنجليزية)
- لامونتي أولمر على موقع ريلجم (الإنجليزية)
- لامونتي أولمر على موقع بروبوليرز (الإنجليزية)
- لامونتي أولمر على موقع سبورتس رفرنس (الإنجليزية)
- لامونتي أولمر على موقع سبورتس رفرنس (الإنجليزية)